# A munka gyümölcse
A munka gyümölcse (eredeti cím: Which Way is Up?) 1977-ben bemutatott  amerikai filmdráma Richard Pryor főszereplésével. Rendezője Michael Schultz. A film egy 1972-es olasz film, a The Seduction of Mimi újra-feldolgozása. Richard Pryor három szerepet alakít: egy narancsszedő munkás; a narancsszedő munkás apja; és egy tiszteletes, aki teherbe ejti a narancsszedő munkás feleségét.

## Cselekménye
Leroy Jones (Richard Pryor) véletlenül belecsöppen egy szakszervezeti tüntetésbe egy narancsszedő ligetben, ahol le is fényképezik a szakszervezeti vezetővel, ami az újságok címoldalára kerül. Munkaadója tönkreteszi a kocsiját és figyelmezteti, hogy utazzon el, ehhez buszjegyet is ad. Így Leroy Los Angelesbe utazik, hogy munkát találjon. Egy helyen felismerik, és azonnal foglalkoztatják épületek külső festésére. Leroynak nagyon megtetszik Vanetta, aki a munkások jogaiért agitál az utcán. Udvarolni kezd a nőnek, aki hamarosan megkedveli és hozzámegy feleségül. Leroynak azonban már van egy felesége, akitől nem vált el, ezért őrlődik a két nő között, és kettős életet él (lásd: bigámia). Mivel korábbi feleségét elhanyagolja, ő Lenox Thomas tiszteletesnél keres vigasztalást, akitől teherbe esik. Leroy annyira feldühödik, hogy meg akarja ölni a nőt, aki azonban visszatámad, amikor elmondja neki, hogy ő nem homoszexuális, hanem van egy másik felesége.
Leroy, hogy „megbosszulja” a rajta esett sérelmet, elcsábítja és teherbe ejti a lelkész feleségét.
Leroy időközben egy konzervgyárban kezd dolgozni, ahol művezetőként alkalmazzák. Ide felveszi a korábbi narancsszedő kollégáit, azonban egy idő múlva már nem bánik velük úgy, mint ha a barátai lennének. 
Leroy a második esküvője napján véletlenül meghiúsít egy merényletet a szakszervezeti vezető ellen, akit egy puskával le akarnak lőni. Leroy szemtől szemben látja a tettest, de nem meri bevallani, amikor észreveszi, hogy nem rendőrök kérdezgetik, hanem olyan emberek, akik ugyanolyan csillogó gyűrűt viselnek, mint a narancsliget és a konzervgyár tulajdonosa.
Leroy elmegy a templomba, és lebuktatja Thomas tiszteletest, akiről kiderül, hogy más nőket is elcsábított. A feldühödött tömeg üldözni kezdi, Thomas tiszteletes kiszalad az utcára, és elüti egy autó.
Leroyt elhagyja az első és a második felesége is, így elindul, hogy új életet kezdjen.

## Szereposztás
- Richard Pryor – Leroy Jones / Rufus Jones (Leroy apja) /  Thomas tiszteletes (Kerekes József)
- Lonette McKee – Vanetta, az agitáló nő
- Margaret Avery – Annie Mae, Leroy első felesége
- Morgan Woodward – Mr. Mann
- Marc Alaimo – Frankie

További magyar hangok
Agócs Judit, Albert Péter, Bolla Róbert, Imre István, Kajtár Róbert, Kapácsy Miklós, Menszátor Magdolna, Náray Erika, Németh Borbála, Rátonyi Hajni, Varga Rókus, Vári Attila